# Lars Klingbeil
Lars Klingbeil (født 23. februar 1978 i Soltau) er en tysk politiker fra det socialdemokratiske parti SPD. Han efterfulgte den afgående kansler Olaf Scholz som leder af SPD i februar 2025. 6. maj 2025 blev han Tysklands vicekansler og finansminister, da SPD indgik i en koalitionsregering med det konservative CDU's leder Friedrich Merz som forbundskansler.  

## Levnedsløb
Klingbeil er søn af en soldat og en ekspedient og er vokset op i byen Munster i Niedersachsen.
Han har været socialdemokratisk medlem af Forbundsdagen siden 2009. 2017-2021 var han generalsekretær for SPD, og fra 2021 var han den ene af partiets to forpersoner. Ligesom forgængeren partileder Olaf Scholz er han medlem af SPD's relativt konservative og midtsøgende kaffeklub Seeheimer Kreis.
Efter SPD's nederlag ved forbundsdagsvalget 2025 blev Klingbeil i februar 2025 valgt til leder af partiets gruppe i Forbundsdagen. Dermed blev han reelt partiets nye leder efter den afgående kansler Olaf Scholz. Klingbeil stod således i spidsen for SPD's forhandlinger med valgets vinder Friedrich Merz fra det borgerlige CDU om en koalitionsregering i Tyskland. Ifølge den tyske avis Bild var modstanderpartiet CDU tilfreds med Klingbeil som leder af SPD, da man i CDU betragtede ham som en troværdig forhandlingspartner, som ville kunne overbevise sit partis venstrefløj. Da Merz dannede regering i maj 2025, blev Klingbeil tysk vicekansler og forsvarsminister.